# Sinalco

Unternehmenslogo

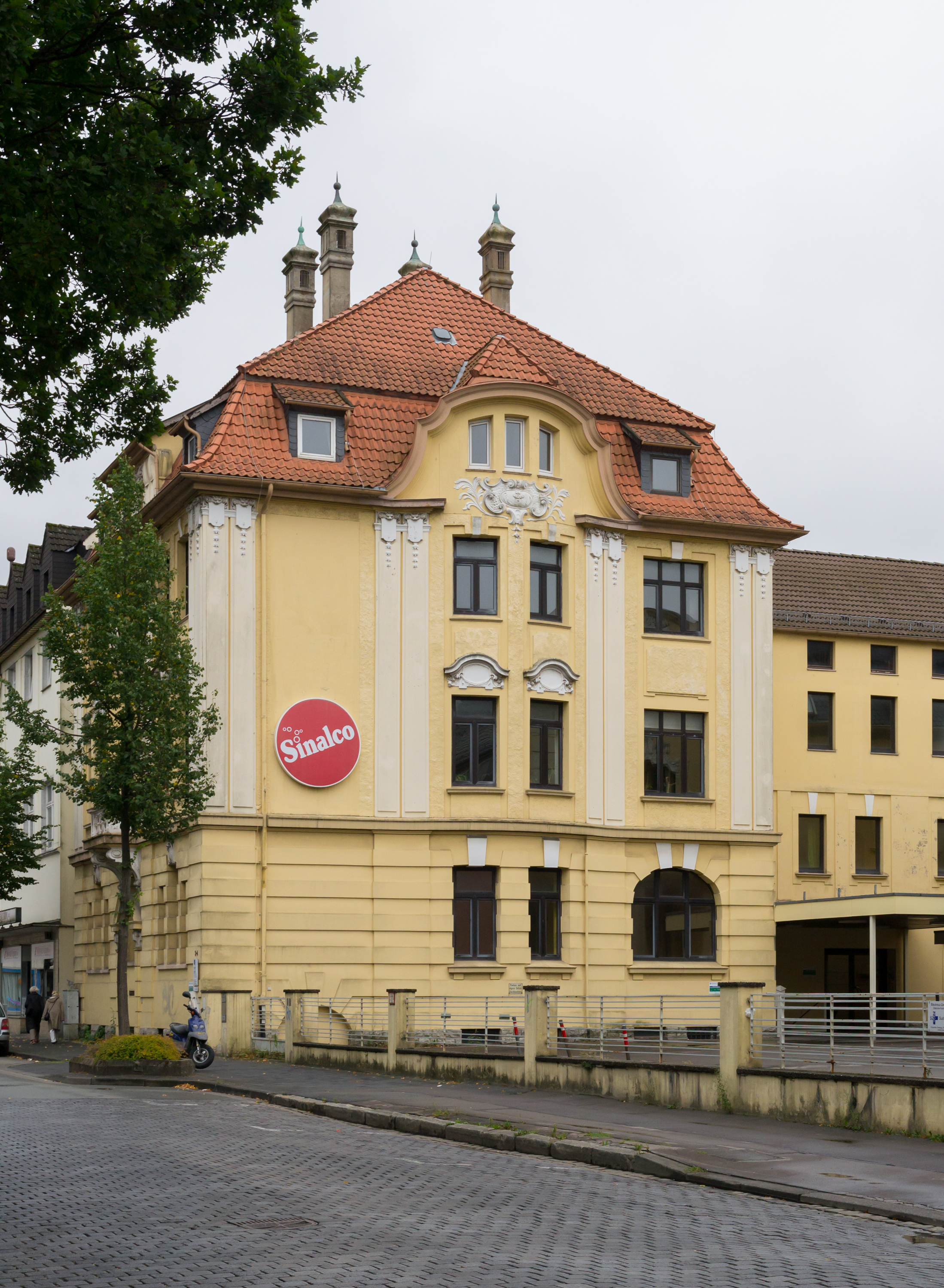
Sinalco-Verwaltungs- und Produktionsgebäude Detmold am Bahnhof

Sinalco ist eine Marke für verschiedene kohlensäurehaltige Erfrischungsgetränke und nach eigenen Angaben die älteste geschützte Marke alkoholfreier Erfrischungsgetränke in Europa. Sinalco wird heute, mit Ausnahme der Schweiz, von der Duisburger Hövelmann-Gruppe international in rund 50 Ländern vertrieben. In der Schweiz ist Sinalco seit der Aufteilung der Markenrechte Mitte der 1990er Jahre eine eigene Marke und wird heute von der Ramseier Suisse AG hergestellt.

## Geschichte

Werbe-Signet Bilz-Brause, vor 1905

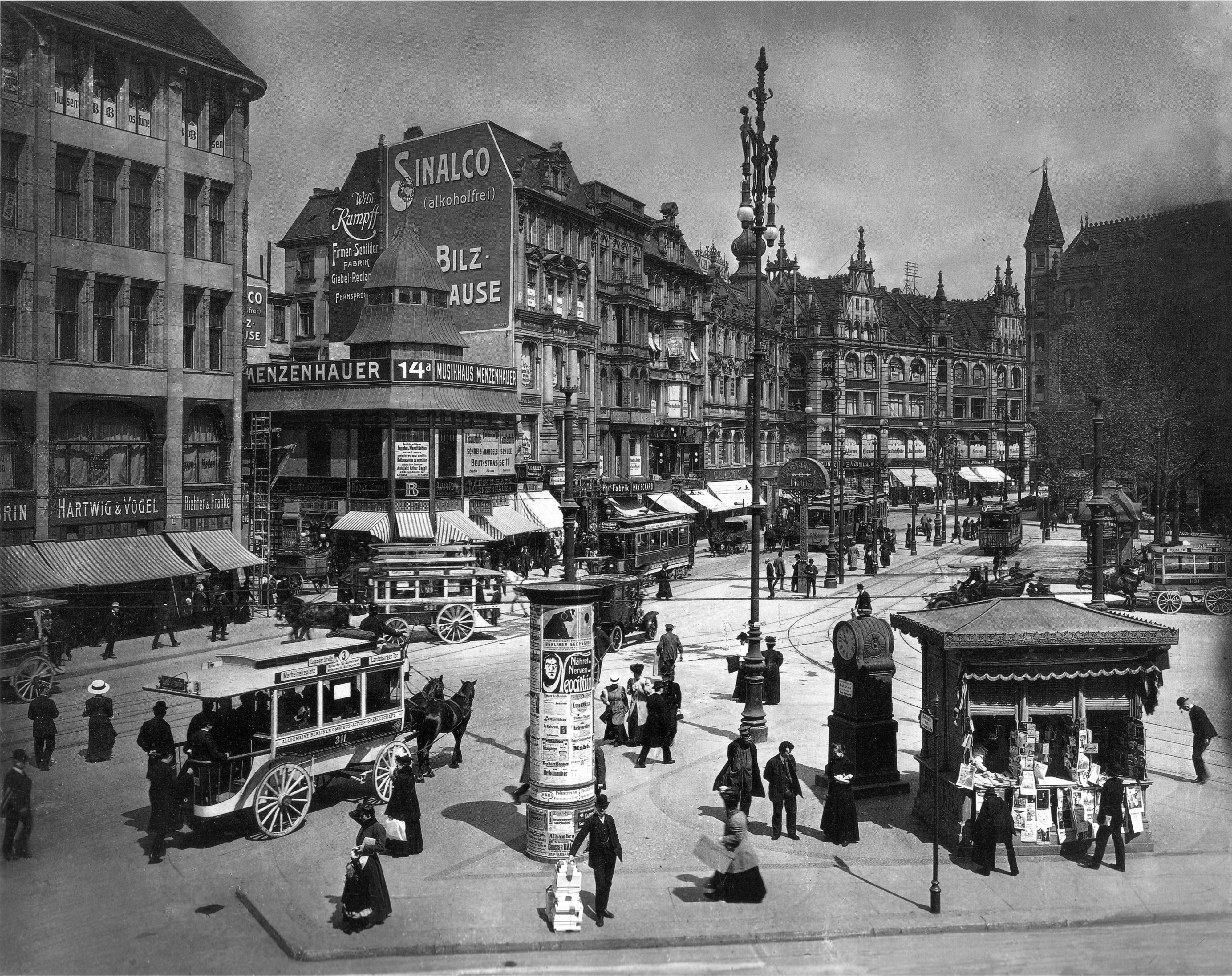
Fassadenwerbung für Sinalco/Bilz in Berlin, 1909

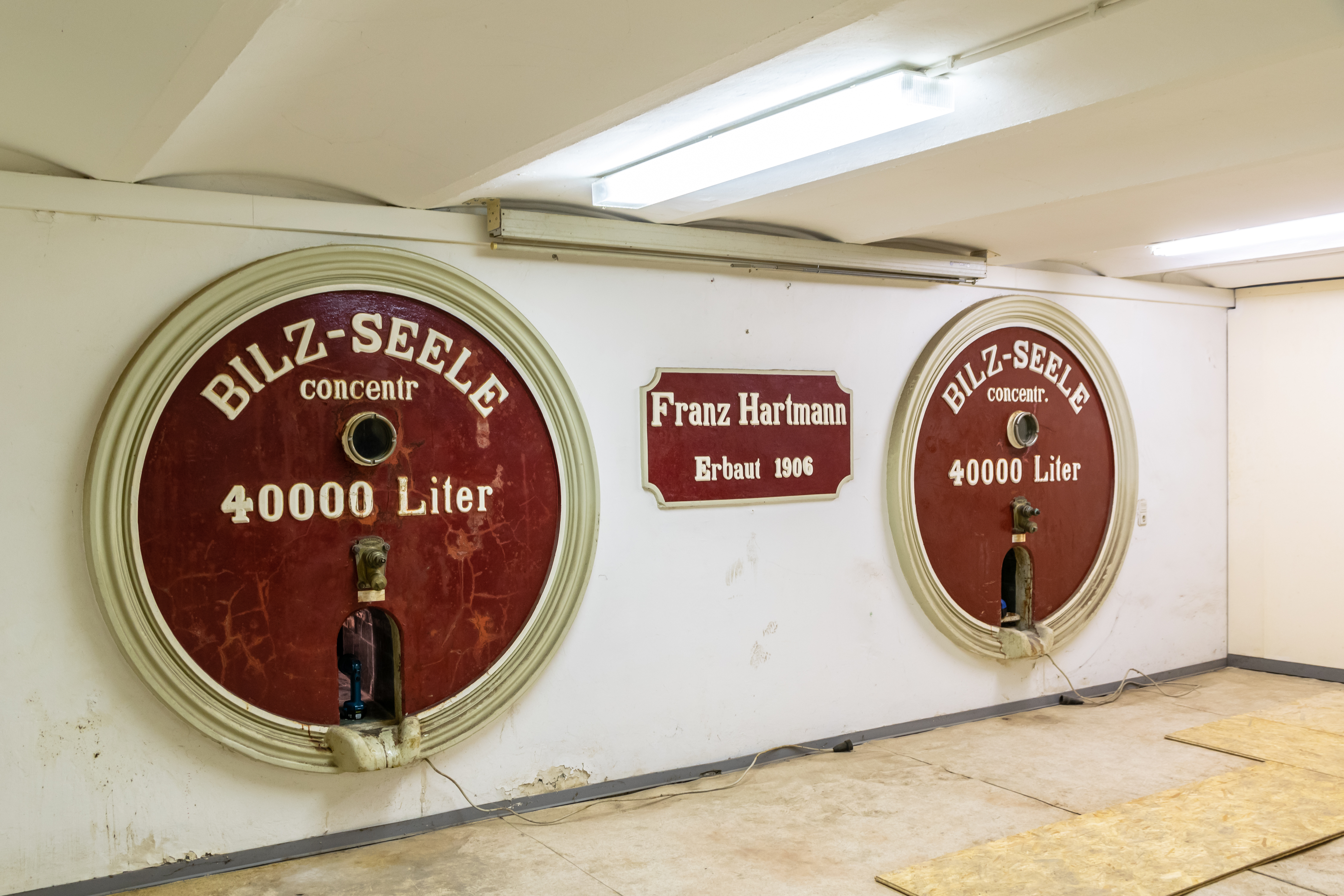
Unterirdische Tanks für Bilz-Seele Concentrat

### 1902–1905: Der Anfang als „Bilz-Brause“

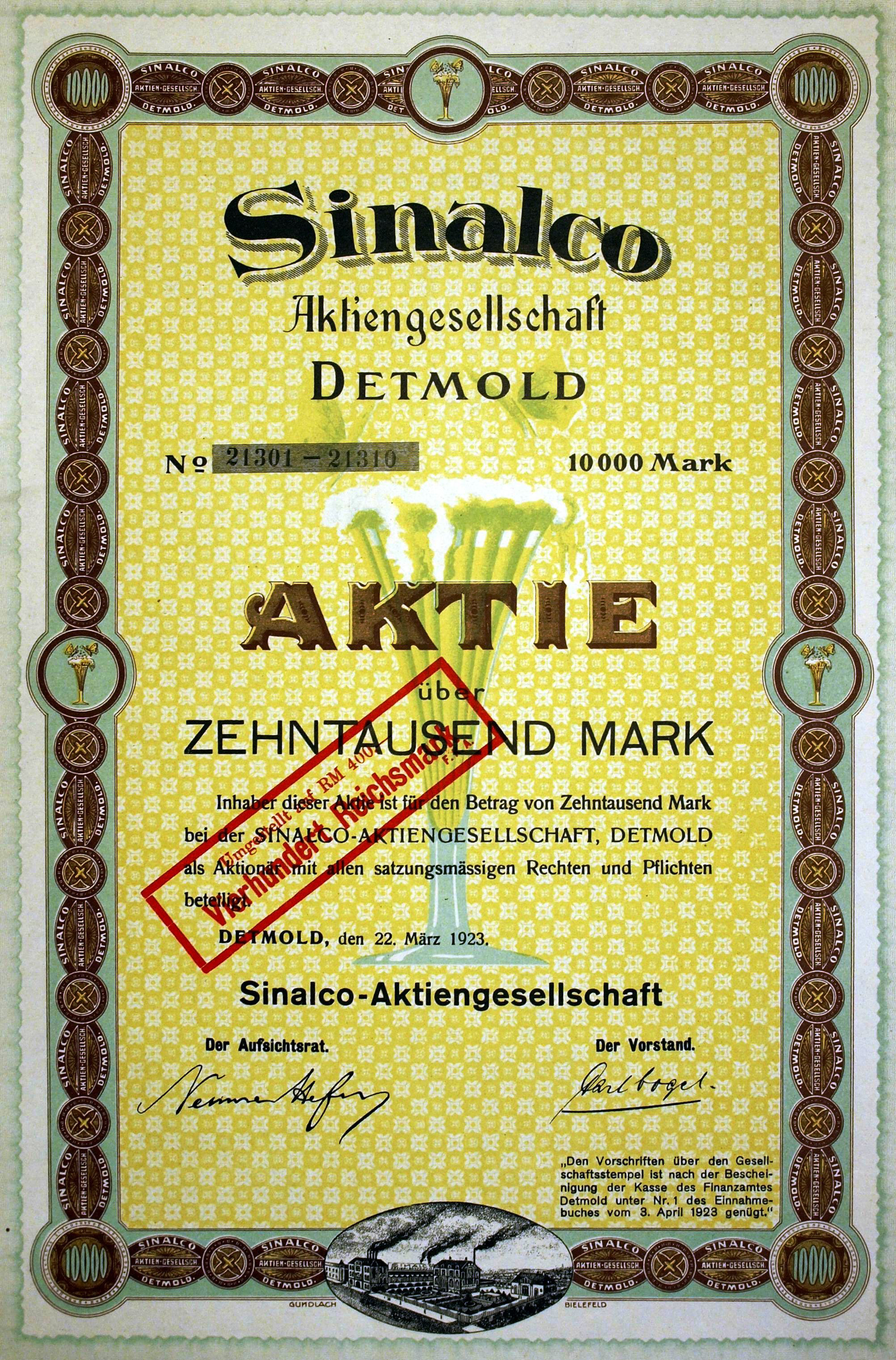
Aktie über 10.000 Mark der Sinalco AG vom 22. März 1923

Im Jahr 1902 entwickelte der Detmolder Kaufmann und Getränkefachmann Franz Simon Adolph Hartmann (* 20. Juli 1871 in Lage; † 17. Februar 1931 in Berlin-Wilmersdorf) gemeinsam mit dem bekannten Naturheilkundler Friedrich Eduard Bilz (1842–1922) in Oberlößnitz (heute Stadtteil von Radebeul) aus Südfrüchten und einheimischen Obstarten ein natürliches Fruchtgetränk. Basierend auf dem Grundgedanken, dass die im Obst enthaltenen Mineralsalze und Fruchtsäuren gesundheitsfördernd seien und der Fruchtzucker seine Energie direkt an das Blut weitergebe, entstand die erste „Bilz-Brause“, die „Bilz-Limetta“. Dabei wurde eine Limonadenessenz aus den Schalen der Früchte gewonnen, die Hartmann „Seele“ nannte und die er ein Jahr mit einem Segelschiff um den Globus fahren ließ. Bilz erhielt für das Recht der Namensführung „Bilz“ eine Provision von 5 % des Umsatzes und führte Qualitätsanalysen des Getränks durch. Im selben Jahr entwickelte sich Bilz-Brause dank einer groß angelegten Werbekampagne nach eigenen Angaben zur ersten internationalen alkoholfreien Getränkemarke europäischen Ursprungs. Bilz’ Sohn Eduard war zwei Jahre lang Teilhaber des Unternehmens.

### 1905–1970: Einführung des Namens Sinalco und weltweiter Erfolg
Schnell kam es zu Nachahmern, und um dieser Entwicklung vorzubeugen, wurde 1905 per Preisausschreiben nach einem griffigen und schützbaren Markennamen für die Limonade gesucht. So entstand gegen einen Preis von 100 Goldmark der Name Sinalco (von lateinisch sine alcoholo, ohne Alkohol), der 1907 geschützt wurde. 1905 kündigte Hartmann den Namensvertrag mit Friedrich Eduard Bilz, nachdem Bilz eine höhere Provision forderte. Da das Unternehmen als eine der ersten Getränkemarken in die ganze Welt einschließlich Südamerika und Nahost exportierte, gelang es Sinalco schon im selben Jahr, zur Weltmarke zu avancieren.
Bereits 1903 hatte Hartmann nach einem Entwurf des Architekten A. Hanke an der Bahnhofstraße 2 in Detmold ein Verwaltungs- und Produktionsgebäude errichten lassen. Die Produktionsfläche erstreckte sich bis zur Sedanstraße und wurde später ständig erweitert. Seit 1987 stehen die neobarocken Gebäude unter Denkmalschutz.
1908 erfolgte die Gründung der Sinalco AG. Als erste Direktoren werden Erard Wester (ein Bruder des Chemikers Casimir Wurster), Heinrich Blecher und Richard Zademack genannt. Laut Gründungsbericht fungierten Wester, Blecher und Zademack sowie der langjährige Sinalco-Wirtschaftsprüfer Franz Kohlhase als Strohmänner für den eigentlichen Inhaber Franz Hartmann; jeder der Genannten hielt zwei Aktien zu 1000 M, Hartmann hingegen hielt stattliche 92 Anteile. Wester gab seine Aktien an Hartmann zurück, bereits im Juni desselben Jahres werden in Prozessakten nur noch Zademack und Blecher erwähnt. Generaldirektor wurde Carl Vogel. Hartmann erhielt ab 1908 2,5 % des Umsatzes. Die Provision der Familie Hartmann stieg später auf 5 %. Von 1910 bis zu seinem Tod 1925 war der liberale Politiker Adolf Neumann-Hofer Aufsichtsratsvorsitzender. Im Ersten Weltkrieg verkaufte die Sinalco AG auch ein Rumheißgetränk an das deutsche Heer.
Vogel wurde 1935 als Generaldirektor entlassen, weil er sich zum Judentum bekannte. Er emigrierte nach New York, wo er 1943 starb. Neuer Vorstandsvorsitzender wurde auf Empfehlung der Fa. Tengelmann Gustav G. Hardorp (1890 – 1964), ein überzeugter Nationalsozialist, der in seiner Eigenschaft als SA-Truppführer regelmäßig an Wochenenden Vorträge zum Thema hielt, wie sich ein nationalsozialistischer Betriebsführer zu verhalten habe. Dabei betonte er stets den Bezug zu Hitlers Mein Kampf. Im Jahre 1937 war die Sinalco in Person Hardorps als Geldgeber an der Arisierung der Lippischen Thonwarenfabrik beteiligt. Er führte 1939 das Totalitätsprinzip im Betrieb ein: Dies bedeutete die Gehorsamspflicht eines jeden Mitarbeitenden gegenüber dem Betriebsführer. Überliefert ist, dass er einen französischen Zwangsarbeiter wegen Unpünktlichkeit von der SS auspeitschen ließ. Ehemalige Mitarbeiter, die an der Front kämpften, erhielten von ihm rassistische Brandbriefe, dass sie den Krieg unbedingt zu gewinnen hätten.
Die Sinalco-Werke waren im 2. Weltkrieg durch Bombardierungen kaum betroffen. Da sie von den alliierten Siegermächten als NS-Betrieb angesehen wurden, froren diese nach 1945 das Betriebsvermögen ein, entließen Hardorp und internierten ihn. Nachdem 1947 im Zuge der Entnazifizierung entschieden worden war, dass Hardorp als Führungskraft in Wirtschaft und öffentlichem Dienst nicht tragbar sei, beschaffte er sich ca. 40 sogenannte Persilscheine bei anderen Personen, die ihn reinwaschen sollten, was dazu führte, dass er in einem Folgeverfahren nur noch als Mitläufer eingestuft wurde und Ende 1948 in seinen Posten zurückkehrte, allerdings mit der Auflage, sich politisch nicht mehr zu betätigen.
Hardorp nutzte zu Zeiten des Wirtschaftswunders seine kaufmännischen Fähigkeiten und seine Kontakte, um die Firma Sinalco wiederzubeleben, zu erweitern und zu einer international anerkannten Marke zu machen. 1955 wurde Bernhard Willée als stellvertretender Vorstandsvorsitzender und designierter Nachfolger Hardops eingestellt. Letzterer dachte jedoch nicht daran, in Rente zu gehen, boykottierte seinen Nachfolger jahrelang und säte gezielt Unfrieden in der Belegschaft, die je nach Abteilungszugehörigkeit den einen oder den anderen unterstützte. Willée musste neun Jahre auf die Ernennung zum Vorstandsvorsitzenden warten, bis Ende 1963 Hardorp nach einer massiven Kritik des Aufsichtsrats für sein „SS-haftes“ Auftreten sich verbittert mit fast 74 Jahren aus dem Unternehmen zurückzog. Willée galt als Werbefachmann; ihm wurde als technischer Direktor August Elbrächter an die Seite gestellt. Dieser erstellte umfangreiche Rentabilitätsberechnungen für das Unternehmen und konnte nachweisen, dass sich der Einkauf großer Mengen Südfrüchte und die Einlagerung in das unter Hardorp errichtete zwei Mio. DM teure Tiefkühlhaus nicht mehr rechnete. Damit war es preiswerter, aus Italien Dicksäfte zu importieren als die Früchte am Firmensitz in Detmold zu lagern. Dessen ungeachtet war eine Rücklage von fünf Mio. DM für den Neubau eines neuen Werks in Detmold gebildet worden; entsprechende Pläne waren fertig. Sogar ein Gleisanschluss war vorgesehen. Zu diesem Neubau kam es aber nicht infolge Eigentümerwechsels in den frühen 1970er Jahren.
1937 entstand das Sinalco-Logo, der rote Punkt mit dem schräg stehenden Schriftzug über einem Kelch-Umriss, dem in den 1950er-Jahren die Formflasche für Sinalco folgte.
Obwohl durch die beiden Weltkriege immer wieder dazu gezwungen, Produktion und Export aufgrund fehlender Rohstoffe und unterbrochener Geschäftsbeziehungen einzustellen, war die Marke Sinalco bis Ende der 1970er-Jahre national wie international erfolgreich: Sinalco war in 150 Ländern der Erde erhältlich, und in Westdeutschland wurde Sinalco zum Teil als Gattungsname für Limonade verwendet. Bis 1970 konnte die gelbe Sinalco den Rangplatz eins in Deutschland halten. Außerdem war es durch aufwändige Kino- und TV-Werbung gelungen, das Produkt Sinalco-Kola auf dem deutschen Markt vom Rangplatz vier auf Rangplatz drei hinter Coca-Cola und Pepsi-Cola zu hieven und damit Afri-Cola zu überholen.

### 1970–1994: Tod der Eigentümer und ständige Besitzerwechsel

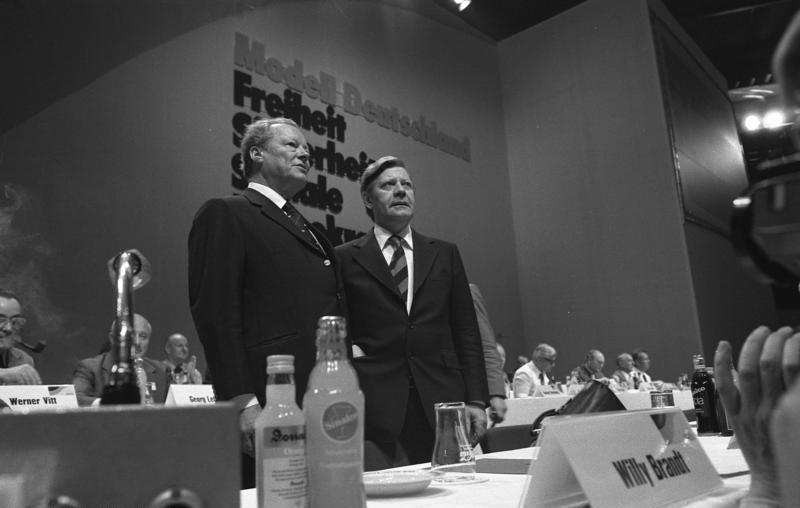
Sinalco-Flasche auf SPD-Parteitag 1976 mit Willy Brandt und Helmut Schmidt

Nach dem Tod der Eigentümerfamilie wurde Sinalco 1971 durch deren langjährigen Mehrheitsaktionär, die Hansa-Brauerei in Dortmund, an die Dortmunder Actien-Brauerei verkauft, die zum Oetker-Konzern gehörte. Deren Generalbevollmächtigter Dr. Guido Sandler bestimmte nun zehn Jahre lang die Geschäftspolitik der Sinalco AG. 1972 wurde Dr. Dieter Hoffmann zum stellvertretenden Vorstandsvorsitzenden der Sinalco AG. Der geplante Neubau der Produktionsstätte auf dem Rittergut Braunenbruch wurde aus Kostengründen nicht realisiert. 1973 wurde Bernhard Willée als Vorstandsvorsitzender verabschiedet. Sein Nachfolger wurde Erich Weismann, der vorher für den Oetker Konzern tätig war.
1977 kam es zu erheblichen Schäden aufgrund der Korrosion der Lötstellen von Millionen von Getränkedosen durch Kohlendioxyd. Nur ein kleiner Gewinn konnte noch ausgewiesen werden, wodurch nur noch geringe Dividenden an die Aktionäre gezahlt werden konnten. Für den Schaden wurde der technische Direktor Dr. Ernst-August Elbrächter verantwortlich gemacht dessen Anstellungsvertrag nicht mehr verlängert wurde.
Bekannt war ab 1979 die Werbung mit dem legendären, auf dem Flohwalzer basierenden Jingle „Die Sinalco schmeckt“. 1981 gingen die Sinalco-Markenrechte von Oetker durch Verkauf an die (später in Cardinal-Holding umbenannte) Schweizer Sibra-Holding, die schon Sinalco Konzessionär für die Schweiz war. Mit der Übernahme von Cardinal durch die Schweizer Feldschlösschen-Gruppe schließlich folgte 1991 ein weiterer Besitzerwechsel. 1982 wurde André Ackermann als Alleinvorstand in Detmold eingesetzt. Unter ihm konnte der Umsatz geringfügig gesteigert werden. Schon 1984 kam es aber zu Umsatzeinbrüchen, als vorübergehend die „Sinalco-Cola“ in „Sinco“ umbenannt wurde, womit die beiden größten Sinalco-Konzessionäre nicht einverstanden waren und zum Coca-Cola-Konzern wechselten. 1985 wurde Ackermann als Alleinvorstand durch Martin Konnerth ersetzt, unter dem 1986/87 die gesamte Produktion aufgegeben und das Werk II geschlossen wurde. Sinalco war danach zunächst nur noch ein Handelsunternehmen, dessen Umsatz 1988 37 Millionen DM betrug.

### 1994: Neubeginn unter der Hövelmann-Gruppe
1994 verkaufte Feldschlösschen zunächst die deutschen, 1997 auch die internationalen Markenrechte (bis auf die für Liechtenstein und die Schweiz) an die deutsche Hövelmann-Gruppe, die die Deutsche Sinalco GmbH Markengetränke & Co. KG in Duisburg-Walsum gründete und die Traditionsmarke Sinalco neu belebte. Konnerth wurde in diesem Unternehmen alleinvertretungsberechtigter Geschäftsführer. Die bei Feldschlösschen verbliebenen Markenrechte für die Schweiz und Liechtenstein dagegen gingen 2002 an die schweizerische Pomdor AG, die sich 2005 mit der Granador AG zur Unidrink AG (2008 in Ramseier Suisse AG umbenannt) zusammenschloss. Die Fabrikgebäude in Detmold wurden an andere Firmen verkauft.

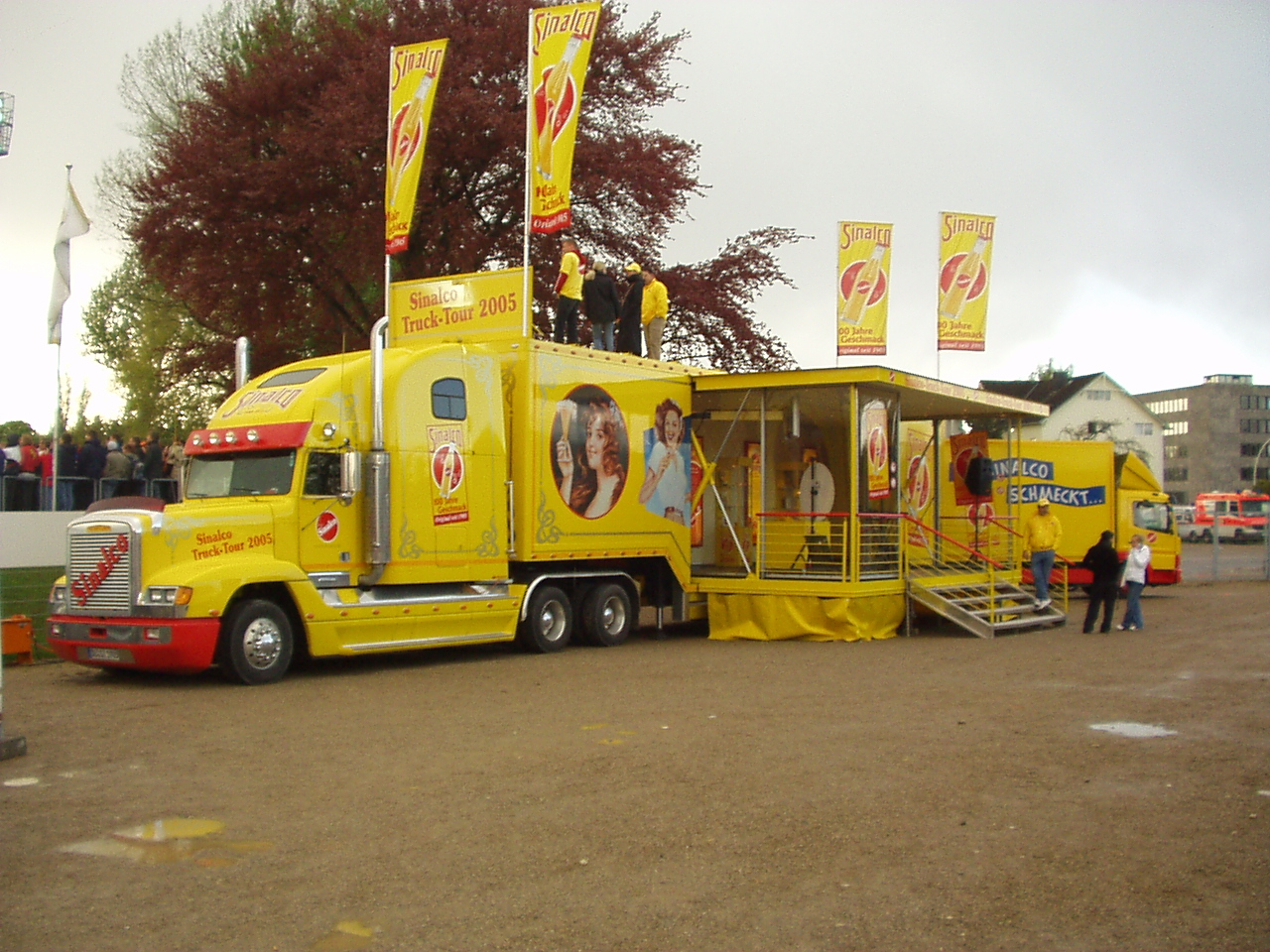
Sinalco-Promotionfahrzeug

Parallel dazu wurde 1998 in Österreich in Maria Alm bei Salzburg die Sinalco Austria gegründet, deren Verwaltung sich aber ebenfalls in Duisburg-Walsum befindet. Die Lizenzrechte in Österreich gelten allerdings erst seit 2003, als REWE Austria in der Folge den Erstvertrieb übernahm. Die Privatbrauerei Schnaitl begann Anfang 2009 die Marke wieder in der Gastronomie zu platzieren.
2005 feierte das Unternehmen im Rahmen der Drinktec in München mit vielen internationalen Gästen sein 100-jähriges Bestehen. In Deutschland wurde die Feier mit einer Festrede des amtierenden Bundeskanzlers Gerhard Schröder eröffnet.
2009 füllte die Hövelmann-Gruppe 1,4 Millionen Hektoliter der Limonade ab.
Seit Juni 2011 gehört die Fachingen Heil- und Mineralbrunnen GmbH (Staatl. Fachingen) zur deutschen Sinalco.
Im Januar 2014 beschloss die Unternehmensleitung, durch die Vergabe von Konzessionen das Gastronomiegeschäft strategisch neu auszurichten. Als erster Konzessionsnehmer wurde die Vivaris Getränke GmbH & Co. KG aus Haselünne vorgestellt, eine Konzerngesellschaft der Berentzen-Gruppe. Die Konzession läuft seit 2015 und gilt für den nördlichen und östlichen Teil Deutschlands.
Auch das internationale Geschäft wurde unter der Hövelmann-Gruppe wieder ausgebaut. Zwar ließ sich der weltweite Erfolg des frühen 20. Jahrhunderts nicht wiederholen, da mittlerweile Coca-Cola und Pepsi in vielen Teilen der Welt den Markt beherrschen, dennoch ist Sinalco auch heute noch in einigen Teilen der Welt populär, insbesondere im ehemaligen Jugoslawien und dem Nahen Osten.

## Musical
Im Juni 2025 wurde bekannt, dass die Geschichte rund um Sinalco als Musical auf die Bühne kommen soll.
Die Uraufführung von Das Glück ist eine Orange: Sinalco – das Musical! Eine Detmolder Geschichte soll am 24. Oktober 2025 am Landestheater Detmold stattfinden. Das Musical ist ein Werk im Auftrag des Landestheaters. Die Musik schrieb Thomas Zaufke, das Buch stammt von Peter Lund.

## Produkte

### In der Schweiz
- Sinalco Original (seit 1905)
- Sinalco Original Zero (seit 2007)
- Sinalco Red (seit 2005)
- Sinalco Ice Tea (seit 2009)
- Sinalco Cola (seit 2009)
- Sinalco Cola Zero (seit 2009)
- Sinalco Passionsfrucht (seit 2014)
- Sinalco Fresh (seit 2022)

Neben den Getränken gibt es in Zusammenarbeit mit Halter auch Bonbons.

### In Deutschland
- Sinalco Orange
- Sinalco Orange ohne Zucker
- Sinalco Cola
- Sinalco Cola Light
- Sinalco Cola ohne Zucker
- Sinalco Cola ohne Zucker + Zitrone
- Sinalco Cola ohne Zucker + Kirsche
- Sinalco Cola Mix
- Sinalco Cola Mix ohne Zucker
- Sinalco Zitrone
- Sinalco Zitrone ohne Zucker
- Sinalco Zitres
- Sinalco Zitres ohne Zucker
- Sinalco Apfelschorle
- Sinalco Passionsfrucht ohne Zucker
- Sinalco Pink Grapefruit ohne Zucker
- Sinalco Orange-Maracuja
- Sinalco Zitrone-Limette
- Sinalco EisTee Pfirsich
- Sinalco EisTee Zitrone
- Sinalco Leichte Limo Pfirsich-Zitrone
- Sinalco Leichte Limo Apfel-Kirsche
- Sinalco ACE
- Sinalco IsoSport
- energie•s
- sinconade

### International
- Sinalco (verschiedene Geschmacksrichtungen)
- energi s
- Ice Tea
- Sinalco Sport (Zucker- und Kohlesäurefrei)
- Aquintéll (Mineralwasser)
- sinetta
- Bitter Range
- Sinco
- Staatl. Fachingen

Neben den Getränken gibt es in Zusammenarbeit mit Halter auch im internationalen Vertrieb Bonbons.